# Rheinisches Schiefergebirge

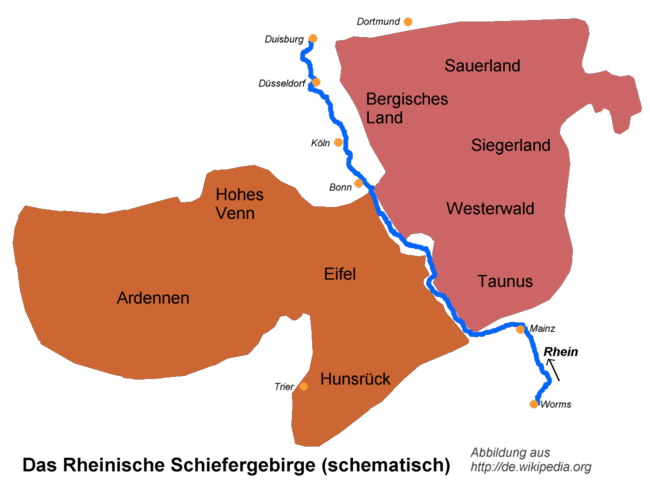
Översiktskarta på tyska

Rheinisches Schiefergebirge ("Skifferbergen vid Rhen" eller "Rhenska skifferbergen") är ett bergsområde som huvudsakligen ligger i Tyskland (förbundsländerna Nordrhein-Westfalen, Rheinland-Pfalz, Hessen och Saarland) men även i Luxemburg, Frankrike och Belgien. Till bergsområdet räknas även Ardennerna. Regionens högsta punkt är berget Großer Feldberg i Taunus med 881,5 meter över havet.

## Geografi
Hela området delas av floden Rhen i två delar. Den genomsnittliga höjden ligger vid 500 meter över havet. Rheinisches Schiefergebirge begränsas i väst och sydväst av låglandet kring Paris och i syd av floderna Saar och Nahe samt låglandet kring Mainz och ett lågland norr om Frankfurt am Main (Wetterau). Östra gränsen bildas av de västra sluttningarna till Hessisches Bergland. I norr ansluter nordtyska låglandet.
Bergsområdets östra flygel bildas från syd av Taunus, Westerwald, Siegerland och Sauerland samt Bergisches Land. Den allra östligaste "udden" är bergsområdet Kellerwald.
Den västra flygeln delas av floden Mosel i en södra del med beteckningen Hunsrück och en norra del av Eifel, Ardennerna och Hohes Venn.

## Geologi

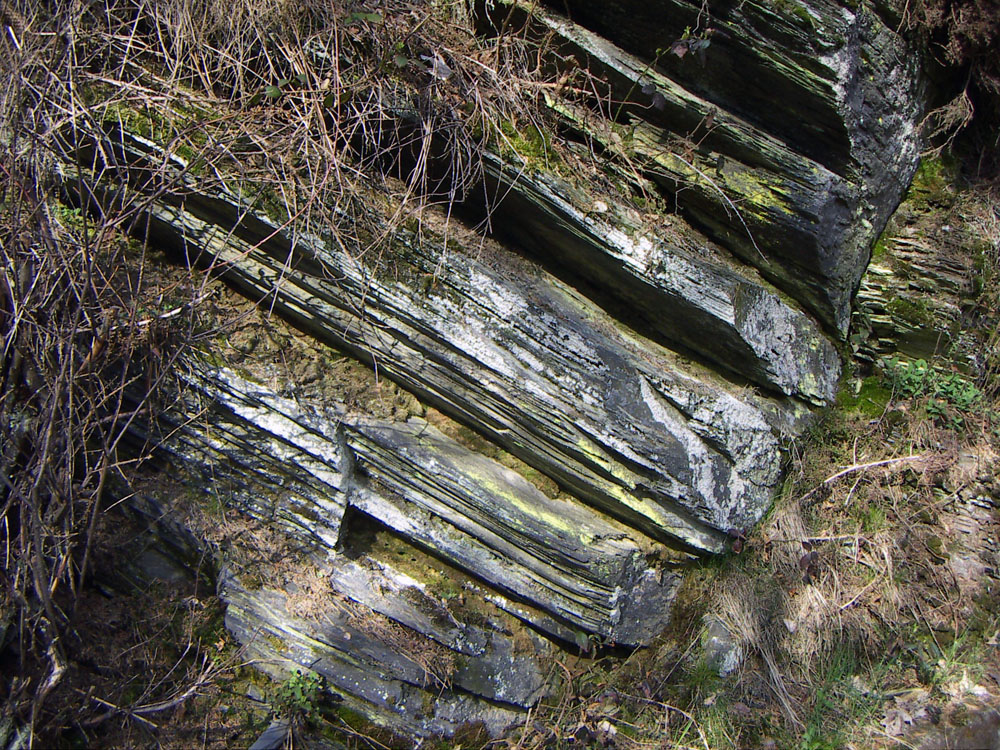
Skiffer i delområdet Eifel

Bergarterna i Rheinisches Schiefergebirge bildades huvudsakligen under devon och karbon. Bergsområdets namn antyder att den huvudsakligen består av skiffer men denna bergart finns bara i begränsat omfång. De vanligaste bergarterna är däremot lera, sandsten och kvartsit. Dessa är liksom skiffer pressade i flera tunna lager.
I några regioner förekommer karst med ett flertal grottor. Kalkstenen i dessa regioner bryts i olika gruvor. Vid mellersta delen av floden Lahn finns även marmor.